# Ferenc Soproni
Ferenc Soproni, auch Ferenc Scheidl, (* 18. März 1943; † 3. Februar 2021) war ein ungarisch-österreichischer Fußballspieler.

## Karriere
Soproni spielte zunächst für Rába ETO Győr. Zur Saison 1968 schloss er sich Haladás Szombathely an. Zur Saison 1969/70 wechselte er in die österreichische Nationalliga zum SC Eisenstadt. In seiner ersten Spielzeit im Burgenland kam er zu 20 Einsätzen in der höchsten Spielklasse, aus der er mit Eisenstadt jedoch zu Saisonende abstieg. Nach dem Abstieg wurde er mit Eisenstadt in der Saison 1970/71 jedoch direkt Meister in der Regionalliga Ost und stieg somit wieder in die Nationalliga auf. Dort kam er bis zur Auflösung der Liga zu 88 Einsätzen. Ab der Saison 1974/75 spielte er mit den Eisenstädtern dann in der neu geschaffenen Bundesliga. In dieser absolvierte Soproni 24 Partien, mit Eisenstadt stieg er jedoch direkt in die zweitklassige Nationalliga ab.
Nach einem Jahr in der Zweitklassigkeit schloss der Mittelfeldspieler sich nach sieben Jahren in Eisenstadt dem SV Güssing aus dem burgenländischen Unterhaus an. Die Saison 1980/81 verbrachte er beim SV St. Margarethen. In der Saison 1981/82 spielte er noch für den SV Gols, ehe er seine Karriere als Aktiver beendete.

## Persönliches
Der aus Ungarn stammende Soproni erhielt im Dezember 1971 die österreichische Staatsbürgerschaft.